# Reunion Island Challenger 1993
Il Reunion Island Challenger 1993 è stato un torneo di tennis facente parte della categoria ATP Challenger Series nell'ambito dell'ATP Challenger Series 1993. Il torneo si è giocato a Riunione in Francia dal 18 al 25 ottobre 1993 su campi in cemento.

## Vincitori

### Singolare
Ronald Agénor ha battuto in finale  Jeff Tarango con il punteggio di 6–3, 6–4

### Doppio
Jonathan Canter /  Jeff Tarango hanno battuto in finale  Lan Bale /  Mark Kaplan con il punteggio di 6–4, 3–6, 7–5